# The Mask, la série animée
Pour les articles homonymes, voir Mask.
The Mask, la série animée ou Le Masque au Québec (The Mask: Animated Series) est une série télévisée d'animation fantastique américaine en 54 épisodes de 22 minutes, inspirée de la série de comics et du film éponymes. Produite par Nelvana Limited, Film Roman Productions et Sunbow Productions, elle a été diffusée entre le 12 août 1995 et le 30 août 1997 en syndication.
En France, la série a été diffusée à partir du 1er juillet 1996 sur Canal+ et rediffusée à partir du 6 octobre 1996 sur M6 dans l'émission M6 Kid, puis sur Cartoon Network et sur Orange Ciné Happy en 2012. Au Québec, à partir du 2 février 1997 à Super Écran.

## Synopsis
Un banal employé de banque, Stanley Ipkiss, qui voue une passion pour les cartoons de Tex Avery trouve un ancien masque doté d'extraordinaires pouvoirs. Chaque fois qu'il le met, il devient le Mask, personnage sûr de lui, plein de ressources et dotés de pouvoirs incroyables. Utilisant ce masque pour le bien, il tente de lutter contre les différents criminels de la ville. Cependant, d'autres convoitent ce masque, notamment le scientifique Prétorius.

## Personnages
- Stanley Ipkiss alias le Mask : le personnage principal de la série. Au lieu de se débarrasser du Masque comme il le fait dans le film, Stanley l'a conservé. Il essaye souvent de s'en débarrasser réellement dans la série, le jetant ou tentant (en vain) de le détruire, mais à chaque fois, il est forcé de le récupérer à cause de graves problèmes, généralement un nouvel ennemi. Il l'utilise pour affronter divers ennemis, souvent surnaturels (dont même Satan à un certain point de la série). Sa personnalité est double, le masque l'alternant : alors que Stanley est un homme timide, plutôt paumé et doté d'un fort sens de la responsabilité, le Mask, s'il n'est pas ultra-violent comme dans le comic, se montre sans sérieux et souvent irresponsable, ridiculisant volontiers les policiers et allant parfois, selon Stanley, jusqu'à « aller faire du water-polo au Coco Bongo plutôt que de combattre le crime ». Les deux personnalités sont si opposées qu'elles se réfèrent souvent à elles comme s'il s'agissait de deux personnes différentes, bien qu'ils partagent les mêmes connaissances et sont en fait en quelque sorte deux facettes de la même personne.

- Milo : le chien de Stanley. Son attitude est variable, il tend tantôt à agir stupidement, tantôt à faire preuve d'une intelligence surprenante. À plusieurs reprises, il porte lui-même le Masque, dans tel cas, il devient un chien avec une énorme tête verte aux crocs hypertrophiés et des pouvoirs similaires au Mask, dont il se sert souvent pour donner à sa tête la forme de celles d'autres animaux (requin, taureau, dragon…).

- Peggy Brandt : une reporter amie de Stanley, et l'une des rares personnes à connaître son secret. Elle l'a livré dans le film à des criminels (fait mentionné dans la série), rendant leur amitié plus froide, mais s'est peu à peu réconciliée avec lui après qu'elle lui eut plusieurs fois sauvé la vie. Elle s'oppose en général à ce que Stanley se débarrasse du Masque, et se plaît à faire des reportages dangereux, la mettant souvent en mauvaise posture. Bien qu'il n'y ait jamais eu d'allusion directes dans la série suggérant que Stanley et elle avaient des sentiments l'un pour l'autre, elle fait partie des nombreuses femmes à qui le Mask fait plusieurs fois des avances. Elle est la seule véritable amie de Stanley, acceptant de garder son secret malgré le grand reportage que ça lui apporterai.

- Le lieutenant Mitch Kellaway : un lieutenant de police brutal et colérique cherchant obstinément à arrêter le Mask. Il se doute bien que Stanley est le Mask, mais n'est jamais parvenu à le prouver, et encore moins à l'arrêter, se faisant ridiculiser presque à chaque fois.

- Le détective Doyle : le partenaire du lieutenant Kellaway. Un peu obèse, gourmand et plutôt incompétent, il demeure assez sympathique et moins convaincu que le lieutenant que le Mask est un criminel. Dans certains épisodes, il aide même le héros. Il est révélé dans Le Justicier masqué qu'il est fan de comics.

- Charlie Schumaker : l'ami de Stanley, devenu le directeur de la banque après les évènements du film. Vantard, il cherche souvent à séduire des femmes et exploite parfois Stanley en le faisant faire son travail à sa place.

### Autres personnages

#### Ennemis
Tout au long de la série, le Mask affronte un grand nombre d'ennemis. Beaucoup sont des parodies de super-vilains ou autres, et tous, à l'exception de Walter, ont été créés pour la série.
- Pretorius : un savant fou et génie du mal qui joue le rôle de principal adversaire du Mask. Utilisant sa science, Prétorius a détaché sa tête de son corps et lui a implanté des pattes d'araignées lui permettant de se déplacer d'elle-même et de s'accrocher sur un corps robotique indépendant imitant son ancien corps (bien qu'il emploie aussi en certaines occasions d'autres corps robotiques plus puissants). La tête possède aussi quelques armes, telles qu'une pointe pouvant jaillir du cou. L'objectif récurrent de Prétorius est d'obtenir ou de contrôler le Mask (dont il connait l'identité) pour l'aider dans ses expériences sinistres qui, si elles aboutissaient, pourraient causer la mort de plusieurs centaines de personnes. Dans certains épisodes, il cherche aussi à conquérir le monde. Prétorius prétend souvent agir pour le bien de la science plutôt que l'argent. Il est apparemment une caricature du chef criminel Eugène Rapaz dans le comic original (tous deux ont le même visage, et Prétorius porte des implants optiques similaires au lunettes noires rondes de Rapaz). Durant un épisode, Prétorius porte brièvement le Masque, et devient alors une immense tête verte sur des pattes d'araignée mi-métalliques mi-organiques. Comme le personnage de Tyrell dans le film, il garde apparemment sa personnalité d'origine.

- Walter : un personnage massif et de grande taille issu du comic, représenté ici comme l'homme de main de Prétorius. Silencieux (peut-être muet) et brutal, Walter a la particularité d'être incroyablement fort et résistant, capable de briser le métal ou la roche et de résister même à des explosions, des chutes de plusieurs fois sa hauteur, etc. Très récurrent, il poursuit en général Stanley en espérant lui prendre le Masque, sans succès. Dans un épisode, il réussit à le lui prendre, mais, de même que dans le comic, le Mask est sans effet sur lui.

- Les hommes de Pretorius : les sbires de Pretorius.

- Dr Amelia Chronos : elle cherche sans cesse un moyen de dominer le monde en contrôlant le temps. Elle ne possède pas de vrais pouvoirs, mais utilise une grande variété de machines et appareils pour contrôler, manipuler et changer le temps. Ces appareils incluent une montre permettant de ralentir ou accélérer le temps pour tous sauf elle, une machine à voyager dans le temps ou encore un portail permettant d'invoquer ce qu'elle voulait d'une autre époque pour combattre le Mask (dinosaures, chevaliers, robots du futur…). Tous ces objets font d'elle une ennemie très douée, capable de causer à le Mask des problèmes que peu d'autres ennemis pourraient faire.

- Skillit : Skillit, le prince du royaume des Ombres, est un enfant/lutin doté d'une ombre capable d'agir comme un être indépendant et de voler les ombres des autres. En volant de cette manière les ombres, il absorbait la jeunesse des gens, les laissant vieillis à long terme, tandis que lui-même restait ainsi jeune. Cela lui a permis de conserver un aspect d'enfant, bien qu'il soit âgé de plusieurs millénaires. Il peut aussi voler, projeter des éclairs ou passer par les miroirs d'un endroit à un autre. Tout son pouvoir réside dans son ombre : sans elle, il est un enfant normal, sans pouvoir ni jeunesse éternelle.

- Flastoche et Poiskaille alias Doc et Eddie (Putty Thing and Fish Guy) : Doc et Eddie étaient à l'origine deux adolescent obsédés par les comics et rêvant de devenir des super-héros. Persuadés qu'ils acquerraient des pouvoirs s'ils étaient exposés à des radiations puis mordus par un insecte, ils se rendirent dans une centrale nucléaire. Ils parvinrent à s'exposer aux radiations, mais oublièrent d'amener l'insecte, et tombèrent malade à la suite des radiations. Ils furent ensuite emmenés en ambulance, mais, sur le chemin, l'ambulance les fit tomber, et Doc tomba dans une boutique de mastic tandis qu'Eddie atterrit dans un aquarium. En conséquence, Doc devint Flastoche, une immense créature en matière gluante, capable de se déformer, de s'étirer, de changer de taille et de former des armes avec son corps (marteaux-mains, bras lance-pierre, mains-enclumes, pile de mastic). Eddie, en revanche, devint Poiskaille, une sorte de gros poisson sans aucun pouvoir et forcé de passer son temps sous la protection de Flastoche. Stupidement, bien qu'il soit un poisson, Poiskaille ne peut même pas nager ou aller sous l'eau, et il est souvent victime de plaisanteries du Mask. Dans l'épisode Le Bon, la Brute et le Merlan, Poiskaille porte le Mask qui lui fait combattre Flastoche. Poussé dans une cuve de déchets nucléaires par le mask, Flastoche acquiert un nouveau pouvoir : il peut cracher des rayons radioactifs.

- Kablamus : Kablamus est un homme aux cheveux verts, dotés de la faculté de se faire lui-même gonfler jusqu'à provoquer une puissante explosion, sans pour autant mourir, et revenant à la place à sa taille normale. Il porte une ceinture de grenades, qui explosent en principe avec lui pour amplifier sa puissance, ou lui sert à se retenir de gonfler. Son objectif le plus récurrent est de faire sauter Edge City.

- Lonnie le Requin (Lonnie the Shark) : Lonnie le Requin est un chef criminel ayant des griffes, des dents semblables à des crocs et une coiffure en forme d'aileron de requin. Il possède un associé nommé Pete, ainsi que son propre gang de motards, ce dont il se sert pour semer le chaos dans Edge City.

- Gorgonzola, la reine-gruyère (Gorgonzola the Cheese Witch) : Gorgonzola est une sorcière maléfique et folle jadis emprisonnée dans une amulette. Au cours de l'épisode Mask au gratin, Jennifer, la nièce archéologue de Mme Pilpoil, trouve et récupère l'amulette, déclenchant à son insu une malédiction qui la transforme chaque nuit en Gorgonzola. La reine-gruyère utilise une variété de pouvoirs basés sur le fromage, son principal étant de projeter depuis ses yeux des rayons qui changent tout ce qu'ils touchent (y compris les humains) en gruyère. Une fois la malédiction brisée, les personnes et objets ainsi transformés retrouvent leur forme d'origine.

- Satan : le diable en personne apparaît dans Un boogey d'enfer, lorsque Stanley désespère en pensant n'être qu'un perdant sans le Mask. Satan apparaît alors sous un aspect humain, et lui fait signer un contrat (sans lui montrer les conditions) en lui affirmant qu'il deviendra ainsi gagnant. Le résultat est efficace, Stanley gagnant sans utiliser le Mask deux concours d'affilée et étant élu vice-président de la banque. Cependant, Satan revient peu après pour réclamer le prix : Stanley doit désormais aller en Enfer. Après de multiples péripéties, cependant, le Mask parvient à arranger les choses, et Stanley échappe au contrat.

- The Tempest : le présentateur de la météo renvoyé et devenu un super vilain de la météo.

- Channel Surfer : une face de télé qui emprisonne le mask dans la télé.

- The Dark Star Trio : un trio de vilains.

- Chet Bozzack : un ancien camarade d'école qui a tyrannisé le protagoniste.

- Cybermite : un virus d'ordinateur.

- Don Julovit : un bandit de Lispan.

- Dynamite Joe : un criminel inconnu déguisé en père Noël.

- Lonnie the Shark : un mafieux.

- Les sbires de Lonnie : Pete (le bras droit) et les 3 bikers (Biff, Muffy, et Brad).

- Phony Frenchman : un vilain aux allures typiquement françaises.

- The Stinger : un mutant abeille.

- Davida Steelmine : un illusionniste.

- Willamina Bubask : une criminelle.

- Cheap Chucky : le sbire de Willamina Bubask.

- Colonel Beauregard Klaxon : un criminel du nucléaire.

- Billy Bob : le sbire de Colonel Beauregard Klaxon.

- The Hood : un bandit dans Edge City.

- Sly Eastenegger : un acteur corrompu.

- Sir Andrew Bedwetter : il pilote le primate géant robotique.

- Madame Suspiria : une diseuse de bonne aventure de foire.

- Celia N. Airtight : une chercheuse de Wrapmaster Corporation.

- Harold : bras doit de Celia N. Airtight.

- Selina Swint : une contrebandière.

- Government Guy : un dictateur du futur.

- Tex Clobber et Baxter Simon : des chasseurs de primes de Pretorius.

#### Personnages secondaires
- Mme Pilpoil (Mrs Peenman) : la vieille concierge brutale, colérique et égoïste de Stanley, sur qui elle passe en général son temps à hurler sous le moindre prétexte. Très souvent, cela la conduit à devenir l'une des victimes favorites du Mask en guise de vengeance. Elle a une nièce archéologue, Jennifer, qui a été malgré elle et à son insu la reine-gruyère. À l'opposé exact de sa tante, Jennifer est belle et aimable, y compris avec Stanley.

- Mortimer Tilton : le maire égocentrique et vantard d'Edge City, qui passe en général plus de temps à inaugurer des statues de lui-même qu'à s'occuper de sa ville. Il est révélé plus tard dans la série qu'il est en réalité très corrompu. Il a eu une liaison avec une danseuse exotique, qui, par la suite, a tenté à une reprise de le faire exploser avec elle à la dynamite pour se venger d'avoir été abandonnée, mais en a été empêchée par le Mask.

- Bébé : le bébé de la voisine de Stanley. Cette dernière le lui confie parfois lorsqu'elle doit aller faire quelque chose où elle ne peut l'emmener. Presque à chaque fois que Stanley le garde, le bébé s'empare du Mask, et devient alors un bébé à tête verte capable de dévaster un magasin entier juste pour avoir des sucreries.

- Dr Arthur Newman : le psychiatre cynique de Stanley. Newman ne croit pas en l'existence du Mask et est persuadé que ce dernier n'est qu'un « ami imaginaire » créé par Stanley pour représenter son vrai fond. Au cours d'un épisode, Newman entre en possession du Mask et devient lui-même un ennemi pendant un moment, s'associant à Prétorius et tentant de tuer Stanley. Ironiquement, il refuse de croire aux pouvoirs de l'objet même lorsqu'il le possède.

- Francis Forthwright : une voisine.

- Smedley : assistant de Mortimer Tilton.

- Arthur "Art" Nouveau : un faussaire.

- Bank President  : le directeur de la banque, dont le visage n'est jamais montré.

- Ace Ventura et Spike : ils sont en crossover[Quoi ?].

## Fiche technique
- Titre original : The Mask: Animated Series
- Titre français : The Mask, la série animée
- Création : Mike Werb, Michael Fallon
- Réalisation : Tom Tataranowicz, Barry Caldwell, Larry Houston, Dan Hennessey
- Musique : Christopher Neal Nelson
- Production : Gary Hartle, Carole Weitzman
- Sociétés de production : Film Roman Productions, Sunbow Productions
- Société de distribution : New Line Television
- Pays :  États-Unis
- Langue : anglais
- Nombre d'épisodes : 54 (3 saisons)
- Durée : 22 minutes
- Dates de première diffusion :  États-Unis : 12 août 1995 ;  France : 1er juillet 1996

## Distribution
| - Rob Paulsen : Stanley Ipkiss / le Mask - Heidi Shannon : Peggy Brandt - Neil Ross : Mitch Kellaway - Jim Cummings : Doyle - Tim Curry : Pretorius - Mark Taylor : Charlie Schumaker - Tress MacNeille : Mrs Peenman (Mme Pilpoil) - Kevin Michael Richardson : Mortimer Tilton - Cam Clarke : Putty Thing - Jeff Bennett : Fish Guy - Frank Welker : Milo / Baby Forthwright / Pepe - Cree Summer : Gorgonzola - Glenn Shadix : Lonnie the Shark | - Emmanuel Curtil : Stanley Ipkiss / le Mask - Rafaèle Moutier : Peggy Brandt - Marc Bretonnière : Mitch Kellaway - Jean-Michel Farcy : Doyle - Gérard Rinaldi : Pretorius - Guillaume Orsat : Charlie Schumaker - Thierry Wermuth : Poiskaille - Michel Mella : Skillit - Emmanuel Garijo : Chat Bosak - Maurice Decoster : Flastoc - Georges Berthomieu : le maire Tilton - Gérard Surugue : Kablamus - Roger Crouzet : Dr. Newman - Dominique Paturel : le président des États-Unis |

## Épisodes

### Première saison (1995)
1. L’herbe est toujours plus verte chez le Mask - 1ère partie / Être ou ne pas être… - 1re partie (The Mask Is Always Greener on the Other Side - Part 1)
2. L’herbe est toujours plus verte chez le Mask - 2ème partie / Être ou ne pas être… - 2e partie (The Mask Is Always Greener on the Other Side - Part 2)
3. Les mutants (The Terrible Twos)
4. Le bébé masqué (Baby's Wild Ride)
5. L’ombre du Skillit (Shadow of a Skillit)
6. Une petite sœur pour le Mask (Sister Mask)
7. La fiancée de Pretorius (Bride of Pretorius)
8. Psychologie inversée (Double Reverse)
9. Le Psycho-rap (Shrink Rap)
10. Mask maire (Mayor Mask)
11. Mask martien (Martian Mask)
12. Combien vaut ce chien dans la boîte de conserve ? (How Much Is That Dog in the Tin Can?)
13. La nuit d'Halloween (All Hallow's Eve)
14. Double personnalité (Split Personality)
15. Le Noël du Mask (Santa Mask)

### Deuxième saison (1996)
1. Minute papillon (A Comedy of Eras)
2. Des verts et des pas murs (Goin' for the Green)
3. Le masque et la plume (Flight as a Feather)
4. Le Bon, le Brut et le Merlan (The Good, the Bad and the Fish Guy)
5. Inauguration surprise (Malled)
6. Télé Surfer (Channel Surfin')
7. Masque au gratin (Mask au Gratin)
8. Les dinosaures sont de retour (Jurassic Mask)
9. Le cinéma et moi (You Oughta Be in Pictures)
10. Rencontre du 2ème type vert (For All Mask-Kind)
11. Deux mariages et pas d'enterrement (Up the Creek)
12. Un boogie d'enfer (Boogie with the Man)
13. Retour vers le passé (What Goes Around Comes Around)
14. Une île de rêve (All Hail the Mask)
15. La grande parade (Power of Suggestion)
16. Le bras droit du président (Mr. Mask Goes to Washington)
17. Monsieur météo (Rain of Terror)
18. Le cerveau et sa bande (The Mother of All Hoods)
19. Mégaglycémie (To Bee or Not to Bee)
20. Le philtre d'amour (Love Potion Number 8 1/2)
21. Le virus informatique (Cool Hand Mask)
22. Mask, prends garde à toi (Broadway Malady)
23. Mask au pays des ombres (Enquiring Masks Want to Know)
24. Mask au 23ème siècle (Future Mask)
25. Destin hermétique (Sealed Fate)
26. Mask au Paradis (The Angels Wanna Wear My Green Mask)
27. La rébellion des chasseurs de primes (Mutiny of the Bounty Hunters)
28. Le congrès des malfaiteurs (Convention of Evil)
29. Vert marine (The Green Marine)
30. Pour une poignée de billets verts (Counterfeit Mask)

### Troisième saison (1997)
1. Le magicien (Magic)
2. Roulez jeunesse (Little Big Mask)
3. L'aventure intérieure (Fantashtick Voyage)
4. Le justicier masqué (They Came from Within)
5. Histoires à se moucher debout (To Have and Have Snot)
6. L'anniversaire de Mask (Mystery Cruise)
7. De la concurrence (The Goofalotatots)
8. Quand les cochons governeront le monde (When Pigs Ruled the Earth)
9. La planète du marchand de glaces / Quand Stanley rencontre Ace (The Aceman Cometh)

## Autour de la série
- La finale de la série est le début d'un crossover qui se termine dans Ace Ventura (la finale de sa deuxième saison).

- À priori, cette série animée se déroule dans la continuité du film homonyme. Cependant, certains éléments sont contradictoires avec celui-ci : ainsi, certains personnages, comme Dorian Tyrell et Tina Carlyle, n'y apparaissent pas, et, contrairement au film, Stanley peut utiliser le masque le jour comme la nuit ; masque qu'il a d'ailleurs jeté à la fin du film et dont il est toujours en possession dans la série ce qui laisse supposer que son chien le lui a ramené. On peut noter que l'objet magique est de couleur brune et de forme arrondie avec une barre métallique verticale sur le front et le nez, alors que dans le film il est directement vert comme la barre et plus cubique.

- Il est possible que la série animée se déroule dans une autre réalité car dans les scènes coupés du film (trouvable sur Youtube), Peggy Brandt se fait tuer par Dorian Tyrell en étant balancé dans les presses et n'apparait ensuite plus du tout dans le film. Alors que dans la série animée, Peggy est bien vivante et s'excuse même (au début de la série) auprès de Stanley pour l'avoir livré à Dorian et Eddy